# ПРК-06
«ПРК–06» — пошуково-рятувальний катер проєкту 522 Морської пошуково-рятувальної служби.

## Історія
Водолазний морської бот «ВМ-5» був побудований в 1960 році в Ленінграді на ССЗ № 370 «Петрозавода» (заводський № 386).
Увійшов до складу Чорноморського флоту. Входив до складу судів 823-ї групи АСС (Керч).
У вересні 1989 року водолазний бот у складі групи кораблів брав участь в суднопіднімальних роботах затонулого біля Феодосії транспортного дока «ТПД-17».
Під час поділу флоту в 1997 році «ВМ-5» відійшов Україні. У жовтні 1996 року був переданий зі складу ВМС України до складу Керченського морського загону МНС без зміни назви.
Після окупації Криму перейшов в Одесу. Невідомо коли була змінена назва на «Водолаз Лісничий». В січні 2018 року був перейменований на «ПРК–06».